# Ferme-Olivier Cemetery
Ferme-Olivier Cemetery is een Britse militaire begraafplaats met gesneuvelden uit de Eerste Wereldoorlog, gelegen in het Belgische dorp Elverdinge, een deelgemeente van Ieper. De begraafplaats ligt ongeveer 1,2 km ten westen van het dorpscentrum. De begraafplaats werd ontworpen door Reginald Blomfield en wordt onderhouden door de Commonwealth War Graves Commission. Het terrein heeft een trapeziumvormig grondplan met een oppervlakte van ongeveer 2.415 m² dat behalve aan de straatzijde wordt omgeven door een natuurstenen muur. Het Cross of Sacrifice staat in de noordwestelijke hoek en de Stone of Remembrance staat centraal aan de oostelijke muur. Er liggen 411 doden begraven.

## Geschiedenis
De begraafplaats bij de "Ferme Olivier" werd vanaf 9 juni 1915 tot augustus 1917 gebruikt door verschillende medische hulpposten (Field Ambulances) omdat ze net buiten het bereik van de Duitse artillerie lag. Elverdinge en het kasteel (dat als hoofdkwartier werd gebruikt door de 38th (Welsh) Division, de Guards Division en de Royal Artillery) lagen echter wel in de gevarenzone. Toen op 29 december 1915 manschappen van het 3de bataljon van het Monmouthshire Regiment (49th West-Riding Division) een parade hielden werden ze getroffen door een Duitse granaat. Hierbij vielen 41 slachtoffers waarvan er 37 hier begraven werden.
De begraafplaats bevat 411 doden waaronder 408 Britten (waarvan er 6 niet konden geïdentificeerd worden) en 3 Duitsers.
In 2009 werd de begraafplaats als monument beschermd.

## Graven

### Onderscheiden militairen
- Lt.Col. Frederick George Howard van de 49th Division Royal Engeneers, werd onderscheiden met de Koninklijke Orde van Victoria en de Distinguished Service Order (MVO, DSO). Hij sneuvelde op 19 oktober 1915 op de leeftijd van 43 jaar.
- Jack Frederick Bligh, majoor bij de Royal Field Artillery; Charles O'Reilly Edwards, kapitein bij de Royal Engineers; John Chamberlain, kapitein bij de South Wales Borderers; Henry Arthur King, onderluitenant bij de Royal Field Artillery; John David Vaughan, onderluitenant bij het Welsh Regiment en F.M. Myers, onderluitenant bij het Royal Flying Corps werden onderscheiden met het Military Cross (MC).
- de sergeanten G.R. Prothero en Ernest John Gibbs en de korporaal D. Towers ontvingen de Military Medal (MM).

### Minderjarige militairen
- schutter Leonard Charles Streatfield van het King's Royal Rifle Corps en soldaat Harry Price van het Machine Gun Corps waren 16 jaar toen ze sneuvelden.
- de soldaten Norman Charles Goodall van het Hampshire Regiment en W. Roberts van de Somerset Light Infantry waren 17 jaar toen ze sneuvelden.

### Aliassen
- schutter George Frederick Bashford diende onder het alias George Frederick Ashby bij de Rifle Brigade.
- soldaat John Farrell diende onder het alias John Brady bij de Durham Light Infantry.
- soldaat Robert Hope diende onder het alias Robert Hepple bij de Royal Inniskilling Fusiliers.

### Gefusilleerde militairen
- soldaat George Watkins van het 13th Bn. Welsh Regiment werd wegens desertie op 15 mei 1917 gefusilleerd .
- soldaat Robert Hope van het 1st Bn. Royal Inniskilling Fusiliers werd wegens desertie op 5 juli 1917 gefusilleerd. Hij was 23 jaar.[2]